# Colin Varanyak
Colin Varanyak es un deportista estadounidense que compite en ciclismo en la modalidad de BMX estilo libre. Consiguió una medalla de oro en los X Games California 2023.

## Medallero internacional
| \| X Games de Verano \| X Games de Verano \| X Games de Verano \| X Games de Verano \| \| Año \| Lugar \| Medalla \| Prueba \| \| ----------------- \| --------------------------- \| ----------------- \| ------------------ \| \| 2023 \| California (Estados Unidos) \| Medalla de oro \| Real – Mejor truco \| |                             |                |                    |
| X Games de Verano |                             |                |                    |
| Año | Lugar                       | Medalla        | Prueba             |
| 2023 | California (Estados Unidos) | Medalla de oro | Real – Mejor truco |